# Melle (Belgia)
Melle – miejscowość i gmina (gemeente) w Belgii, w Regionie Flamandzkim, w prowincji Flandria Wschodnia, w okręgu Gandawa. 

## Podział administracyjny
W skład gminy wchodzi jedna dzielnica (deelgemeente):
- Gontrode

## Demografia
- Źródła: NIS, od 1806 do 1981= według spisu; od 1990 liczba ludności w dniu 1 stycznia

1 stycznia 2024 całkowita populacja Melle liczyła 11 981 osób. Łączna powierzchnia gminy wynosi 15,34 km², co daje gęstość zaludnienia 781 mieszkańców na km².

## Współpraca
Miejscowości partnerskie:
- Melle, Francja
- Melle, Niemcy